# Thomas Built Buses

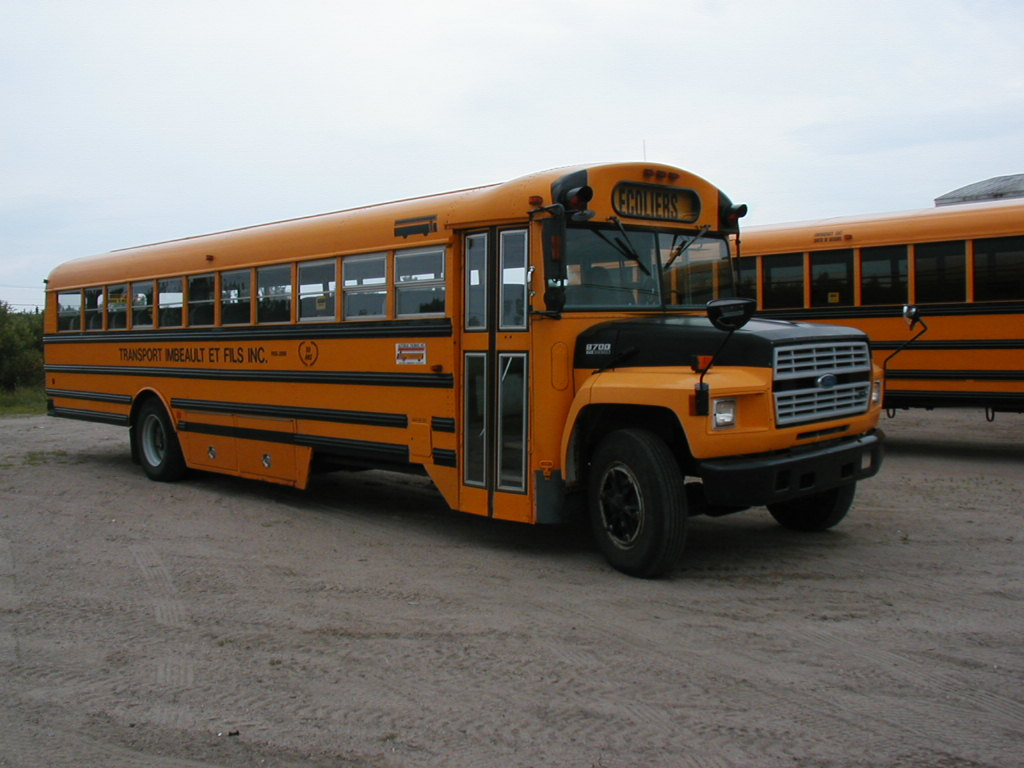
Autobus scolaire Thomas au Québec (châssis Ford).

Thomas Built Buses, ou simplement Thomas, est un constructeur américain d'autobus scolaire et d'autocar basé à High Point, ville de Caroline du Nord. Elle est une division de Freightliner Trucks, filiale de Daimler Trucks North America.
La société est fondée dans les années 1910 par le Canadien Perley A. Thomas et produit à l'origine des tramways. La société commence à produire des bus dans le courant des années 1930, et devient leader dans la construction de bus d'école après la Seconde Guerre mondiale. En 1972, elle devient Thomas Built Buses et est rachetée par Freightliner Group en 1998.